# Withington (Manchester)
 (septembre 2022).
Si vous disposez d'ouvrages ou d'articles de référence ou si vous connaissez des sites web de qualité traitant du thème abordé ici, merci de compléter l'article en donnant les références utiles à sa vérifiabilité et en les liant à la section « Notes et références ».
Pour les articles homonymes, voir Withington (homonymie).

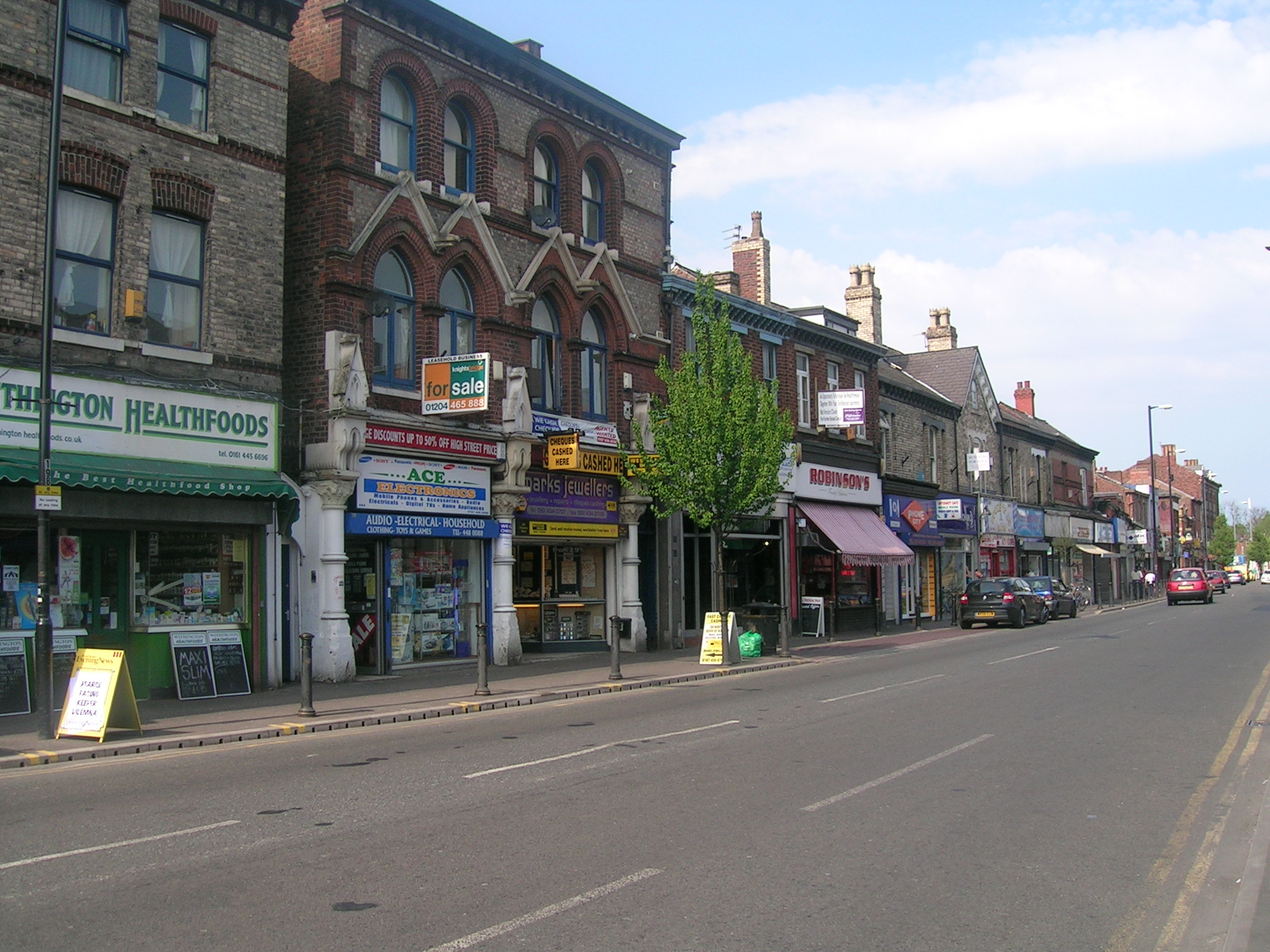
Wilmslow Road, au centre de Withington.

Withington est un quartier de Manchester, dans le Grand Manchester, en Angleterre. Il se trouve à 6,4 km au sud du centre ville de Manchester, 0,6 km au sud de Fallowfield, 0,8 km au nord-est de Didsbury et 1,6 km à l'est de Chorlton-cum-Hardy. Withington est un village-dortoir qui abrite une population de 14 000 habitants.
Withington était largement rural jusqu'au milieu du XIXe siècle, mais il connait alors un fort développement socio-économique et une urbanisation liée à la révolution industrielle en Manchester. Le "urban district" de Withington a été fusionné avec la cité de Manchester en 1904.

## Personnalités liées à Withington
- Margaret Ashton (1856-1937), conseillère municipale de Withington.
- Mary Hamilton (1882-1966), femme politique, qui y est née.